# Irsai Artúr
Szemlőhegyi Irsai Artúr, Feuer (Pest, 1855. március 2. – Budapest, 1918. augusztus 5.) magyar orvos, egyetemi oktató.

## Életútja
Feuer Dávid és Politzer Fáni fiaként született. A Budapesti Tudományegyetem Orvostudományi Karán tanult, melynek végeztével (1876) Korányi Frigyes tanár asszisztense lett (1877) és mint ilyen, a gégeosztályt vezette 1883-tól 1913-ig. 1885-ben egyetemi magántanár lett az orr- és gégetükrözés tanából, egyszersmind több kórház szakfőorvosa, 1890-től rendelőorvos volt a János Kórházban. 1897-től a Szent Margit Kórház igazgatója, 1912-től a Dunabalparti kórházak helyettes igazgatója és a Magyar Királyi Operaház főorvosa volt. Számos tudományos értekezést írt. A hazai gégészet egyik úttörőjének számít. 1890-ben feleségül vette az akkor 24 éves Fischer Júliát, Fischer József gyáros és Mayer Emília lányát.

## Önállóan megjelent művei
- Útmutató az orr- és gégetükrözésben (Budapest, 1892)
- Az énekhang élet- és egészségtanáról (Budapest, 1893, 1901)
- A Korányi-féle gégészeti ambulatorium tízéves fennállása alkalmából készült dolgozatok (1893)

Szerkesztette a Szent Margit Kórház jubileuma alkalmából kiadott orvosi művet (1907).